# Leandro Lo
Leandro Pereira do Nascimento Lo (São Bernardo do Campo, São Paulo, 11 de mayo de 1989-São Bernardo do Campo, 7 de agosto de 2022), conocido como Leandro Lo, fue un practicante de jiu-jitsu y artista marcial mixto brasileño.
Fue ocho veces campeón mundial de jiu-jitsu brasileño. También ganó títulos en la Copa del Mundo, el Campeonato Panamericano y el Campeonato Nacional Brasileño de Jiu-Jitsu.

## Palmarés
Tuvo una racha ganadora invicta en la Copa Podio de 2011 a 2013. Obtuvo su cinturón negro con Cicero Costha en la Academia Cicero Costha en São Paulo, Brasil. En el 2015, creó el equipo de la Hermandad New School ("NS Brotherhood"). Su técnica de guardia le valió a Lo el reconocimiento como uno de los "mejores luchadores libra por libra que jamás haya pisado la lona".

## Muerte
Fue asesinado en la madrugada del 7 de agosto del 2022, tras ser tiroteado en una fiesta, impactándole en la cabeza. Lo acudió a una discoteca popular en su ciudad natal para un concierto. El deportista fue trasladado al hospital con signos vitales, donde fue declarado con muerte encefálica. el crimen fue perpetrado por un policía militar, Henrique Otavio Oliveira Velozo. Fátima Lo, la madre de Leandro, dijo a TV Globo que el policía también practicaba jiu-jitsu y que había causado confusión en el espectáculo. La abogada de la familia, Ivã Siqueira Junior, afirma que testigos relatan que la confusión comenzó cuando el hombre entró en el círculo de amigos de Leandro y comenzó a agitar una botella de bebida mientras lo miraba fijamente como forma de provocación. Según testigos, la víctima sostuvo una discusión y, para calmar la situación, inmovilizó al hombre. Después de alejarse, el atacante sacó un arma y le disparó a Lo en la cabeza. Luego le dio dos patadas en la cabeza. El hombre que disparó fue Henrique Otavio Oliveira Velozo, policía militar. Se encontraba fuera de servicio el día del crimen. El cuerpo de Leandro fue enterrado la mañana del 8 de agosto en el cementerio de Morumby y enterrado a las 4:20 pm. Las hipótesis tras su asesinato apuntan a que en el pasado tuvo un altercado con uno de los miembros de la policía local, por el cual están en proceso de investigación. El tribunal ordenó 30 días de prisión para Henrique, que se encontraba prófugo. La Policía Militar también abrió una investigación administrativa. Henrique fue acusado de homicidio calificado por motivos inútiles. Entre las personas y entidades que lo homenajearon se encuentran la Confederación Brasileña de Jiu-Jitsu, la Confederación Brasileña de Jiu-Jitsu Deportivo, la Escuela Unity Jiu-Jitsu, la Federación Internacional de Jiu-Jitsu Brasileño, el canal internacional de transmisión de peleas FloGrappling, el luchador de MMA Demian Maia , Augusto Tanquinho, el diputado Alexandre Frota, Josh Thomson, John Gooden, Marc Goddard y Kenny Florian. Su muerte tuvo repercusión internacional, siendo reportada por medios como ABC, BBC y Al Jazeera.